# Q (magazine)
Pour les articles homonymes, voir Q.

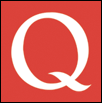
Logo de Q (magazine)

Q est un magazine musical britannique mensuel, fondé en octobre 1986 par Mark Ellen et David Hepworth et disparu en juillet 2020.